# Beltane
Beltane (Beltain, Beltainne, Beltaine, Bealtaine, Beltany), jedan od četiri glavna drevna keltska praznika koji se slavio na području Irske i Škotske na dan 1. svibnja, prilikom čega se proslavljao početak ljeta i otvorene ispaše. Drevni Kelti su bili podijelili godinu na dvije glavne sezone za vrijeme kojih je bila privremeno izbrisana granica između ljudskog i nadnaravnog svijeta, što je, prema vjerovanju, omogućavalo dušama umrlih prelazak preko u svijet živih i miješanje među ljudima. Vjerovalo se da u to doba vještice i vile slobodno lutaju među ljudima koji su se morali obraniti od njihovih čaranja. Početak zime slavio se oko 1. studenog proslavom Samhaina, a početak ljeta se slavio svetkovinom Beltane.
Beltane je drevan poganski praznik vatre, plodnosti i ponovnog rađanja kojeg i danas slave neopoganske organizacije i entuzijasti prirode. Među brojnim obredima i tradicijama povezanima uz drevni praznik Beltane, izdvajaju se osobito krunidba Svibanjske kraljice i izbor Zelenog čovjeka.
Naziv Beltane potječe od imena keltskog božanstva Belenusa i staroirske riječi tene koja označava vatru. U nekim germanskim, slavenskim i baltičkim zemljama slavi se u isto vrijeme sličan praznik pod nazivom Valpurgina noć, tijekom kojeg su, prema vjerovanju, vještice slavile svoje svetkovine.

## Vanjske poveznice
- Beltane - Britannica Online (engl.)
- Kako slaviti Beltane - thornandclaw.com (engl.)
- Beltane - mabonhouse.co (engl.)
- Belatane - encyclopedia.com (engl.)